# Foresta a galleria

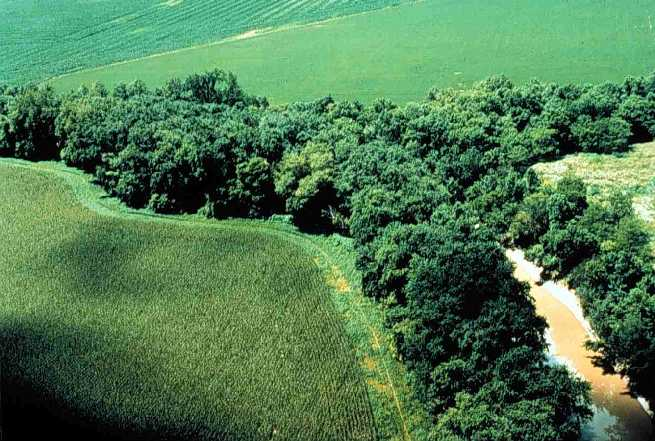
Foresta-galleria che si forma dalla confluenza di due corsi d'acqua. (Putnam County, Ohio, USA)

Si parla di foresta a galleria quando la volta di una foresta, la canopea, si chiude al di sopra di un fiume, di un piccolo corso d'acqua o di una zona umida (la presenza dell'acqua può anche essere temporanea).

## Caratteristiche ecologiche
Dal punto di vista dell'ecologia del paesaggio, la foresta a galleria costituisce un tipo particolare di corridoio biologico: insieme forestale e acquatico o palustre. Con la sua volta, essa facilita l'attraversamento del corso d'acqua a svariate specie, sia tramite la canopea (scoiattoli, piccoli mammiferi, insetti), sia lungo i numerosi tronchi d'albero morti o vivi che fanno da "ponte" sul fiume.
La foresta a galleria mantiene un microclima più temperato al di sopra del fiume.

## Diffusione
Si tratta di un paesaggio tipico delle regioni intermedie fra i tropici e l'equatore, in zone a clima tropicale. Ma è presente anche in zone a clima temperato o continentale. Nei climi tropicali, l'ombra sotto la canopea è permanente, mentre in zone temperate è fitta soltanto d'estate e il gran numero di foglie morte che cadono in acqua conferisce caratteristiche estremamente differenti agli habitat acquatici sottostanti.
Nell'emisfero nord si differenzia ulteriormente. I castori presenti in questi luoghi contribuiscono a mantenere aperte delle discontinuità nella foresta, favorendo l'aumento della biodiversità. Inoltre se le loro dighe sono molto grandi, possono anche far scomparire la parte di foresta più vicina alla riva, sommergendola.
Questo tipo di foresta però si è notevolmente ridotto in Europa ed in tutte le zone antropizzate del mondo, tagliata per il legname o degradata dal bestiame. Anche gli incendi hanno notevolmente contribuito alla riduzione di questo bioma.

## Vegetazione
Sono proprio gli incendi che hanno portato ad un adattamento del tipo di vegetazione presente in questi ambienti, favorendo le specie arboree con migliori meccanismi di tolleranza al fuoco, come una corteccia più resistente. Dominanti sono alcuni generi di quercia, molto diffusi anche i bagolari, e più raramente pioppi e ginepri. Questi sono tutti dotati di una spessa corteccia che permette di resistere a temperature fino a 400 °C per circa 120 secondi.